# Lindberg (Winterthur)
Der Lindberg ist ein Hügel im Norden der Stadt Winterthur im Schweizer Kanton Zürich. Der ihn bewachsende Lindbergwald ist ein beliebtes Naherholungsgebiet.

## Geografie
Unter den Stadtbergen Winterthurs ist der Lindberg mit 554 m ü. M. etwas weniger hoch als der Eschenberg (592 m) im Süden und der Hegiberg (594 m) im Osten, hingegen höher als der Brüelberg (547 m) im Westen und der Wolfensberg (527 m) im Nordwesten der Kernstadt.
Der Lindberg schliesst die Stadt Winterthur gegen Norden nach Seuzach hin ab. Sein Waldgebiet gehört im Wesentlichen zu den Kreisen Stadt (Quartier Lind) und Oberwinterthur (Quartiere Zinzikon und Talacker). Im Nordwesten erstreckt es sich bis zum 505 m hohen Amelenberg auf dem Gemeindegebiet von Seuzach; dieser kleine Hügel ist allerdings durch die Autobahn A1 vom Rest des Waldes getrennt. Das ganze Waldgebiet ist etwa 3,6 Quadratkilometer gross, ohne Amelenberg etwa 3,2 Quadratkilometer.
Der höchste Punkt des Lindbergs liegt im Osten des Hügels, beim «Reservoir Lindberg», im Stadtkreis Oberwinterthur. Der zweithöchste Punkt ist der Goldenberg (540 m) im Süden, etwa einen Kilometer nordöstlich von Winterthurs Altstadt, der dritthöchste der Eggenzaa (529 m) im Nordwesten, nahe der Gemeindegrenze zu Seuzach. Die meisten Bäche fliessen gegen die Walcheweiher im Südwesten des Waldes hin: Der untere Weiher (461 m) befindet sich nahe dem tiefsten Punkt des ganzen Gebiets.

## Flora

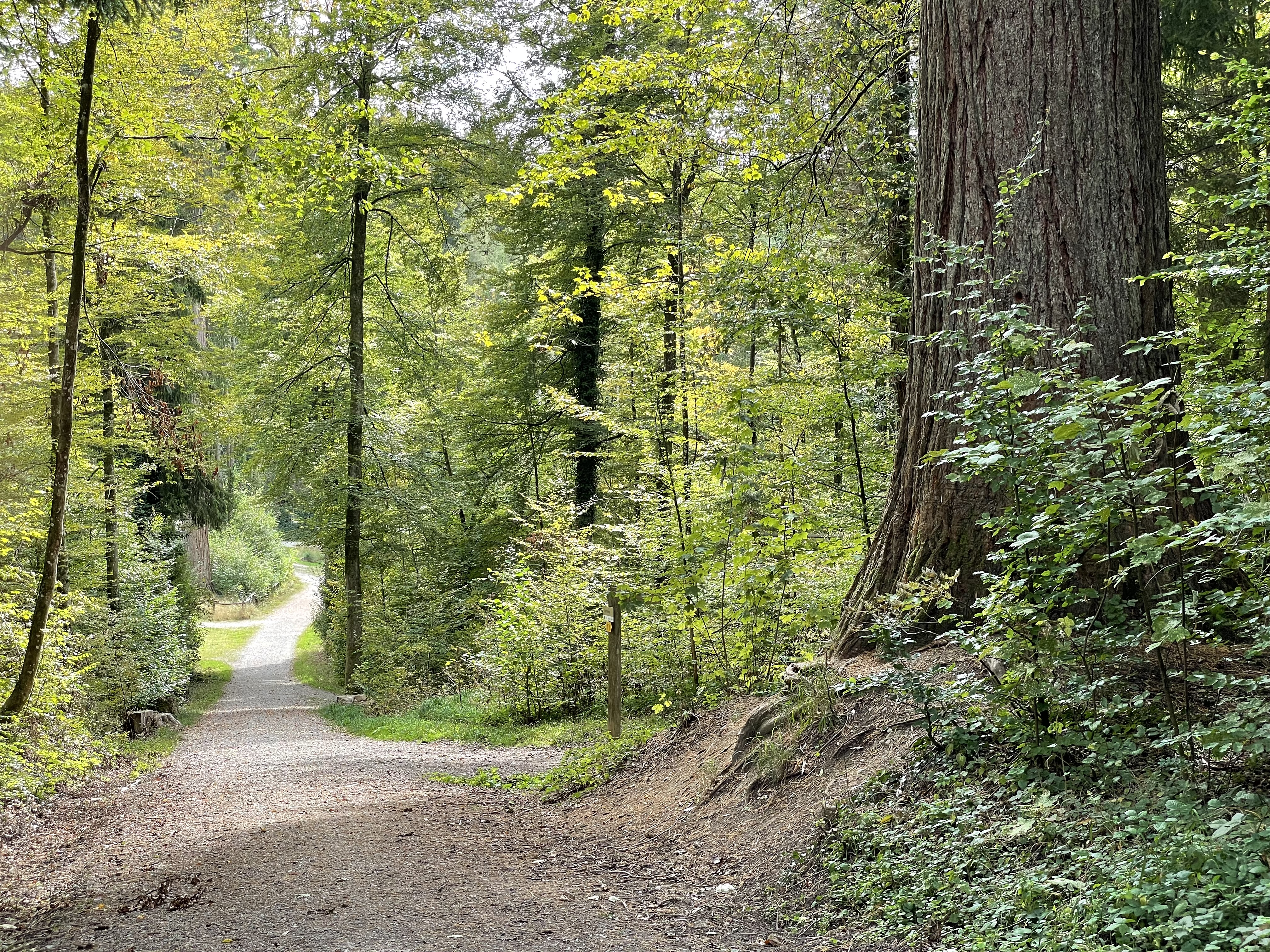
Imposanter Neophyt aus Kalifornien: einer der um 1900 gepflanzten Mammutbäume bei den Walcheweihern

Der Lindbergwald bestand ursprünglich vor allem aus einheimischen Rotbuchen und Stieleichen. In der Amtszeit der Stadtforstmeister Max Siber und Friedrich Arnold wurden 1896–1928 im gesamten Stadtwald 87'600 Stück fremdländischer Baumarten angepflanzt, wovon die meisten aber wieder verschwunden sind. Im Lindbergwald hat sich der grösste Bestand an solchen Neophyten aus Nordamerika (Douglasien und Roteichen) erhalten.
Die Mammutbäume bei den Walcheweihern wurden zwischen 1896 und 1902 gepflanzt. Sie sind 35 bis 40 Meter hoch. Zwei Bäume stehen zwischen dem mittleren und dem unteren Weiher (siehe Bild am Anfang des Artikels), fünf weitere etwa 100 Meter nordwestlich an derselben Waldstrasse (Untere Weiherstrasse).

## Geschichte

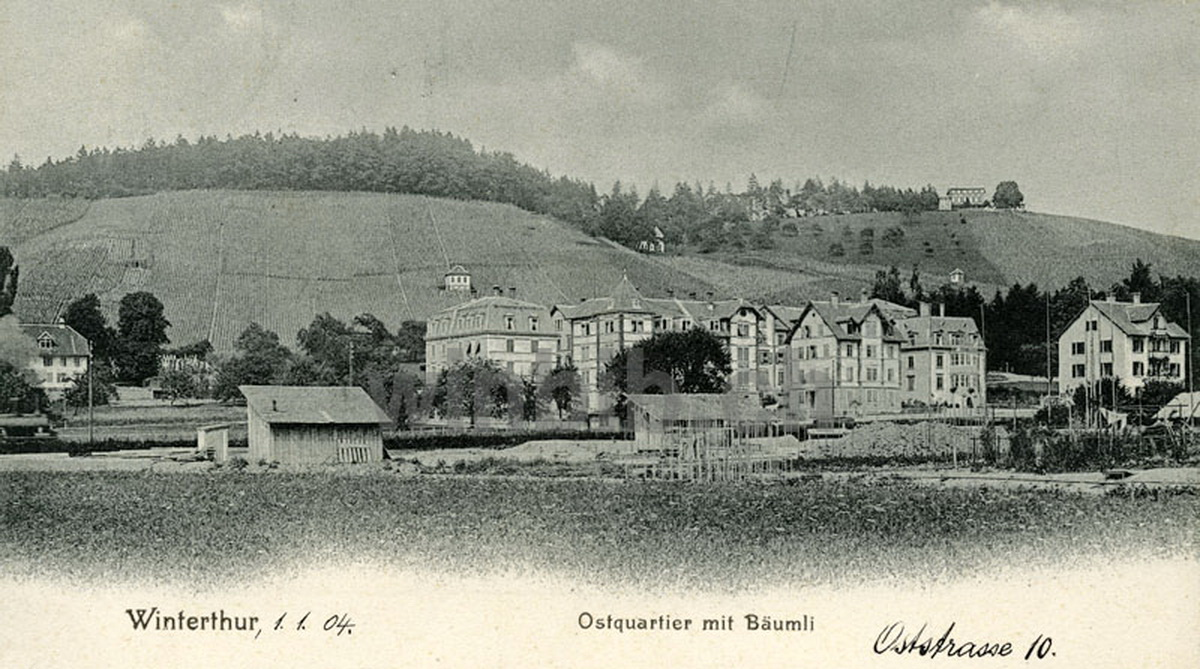
Die Rebberge am Südhang des Lindbergs, 1904; oben rechts das Restaurant Bäumli

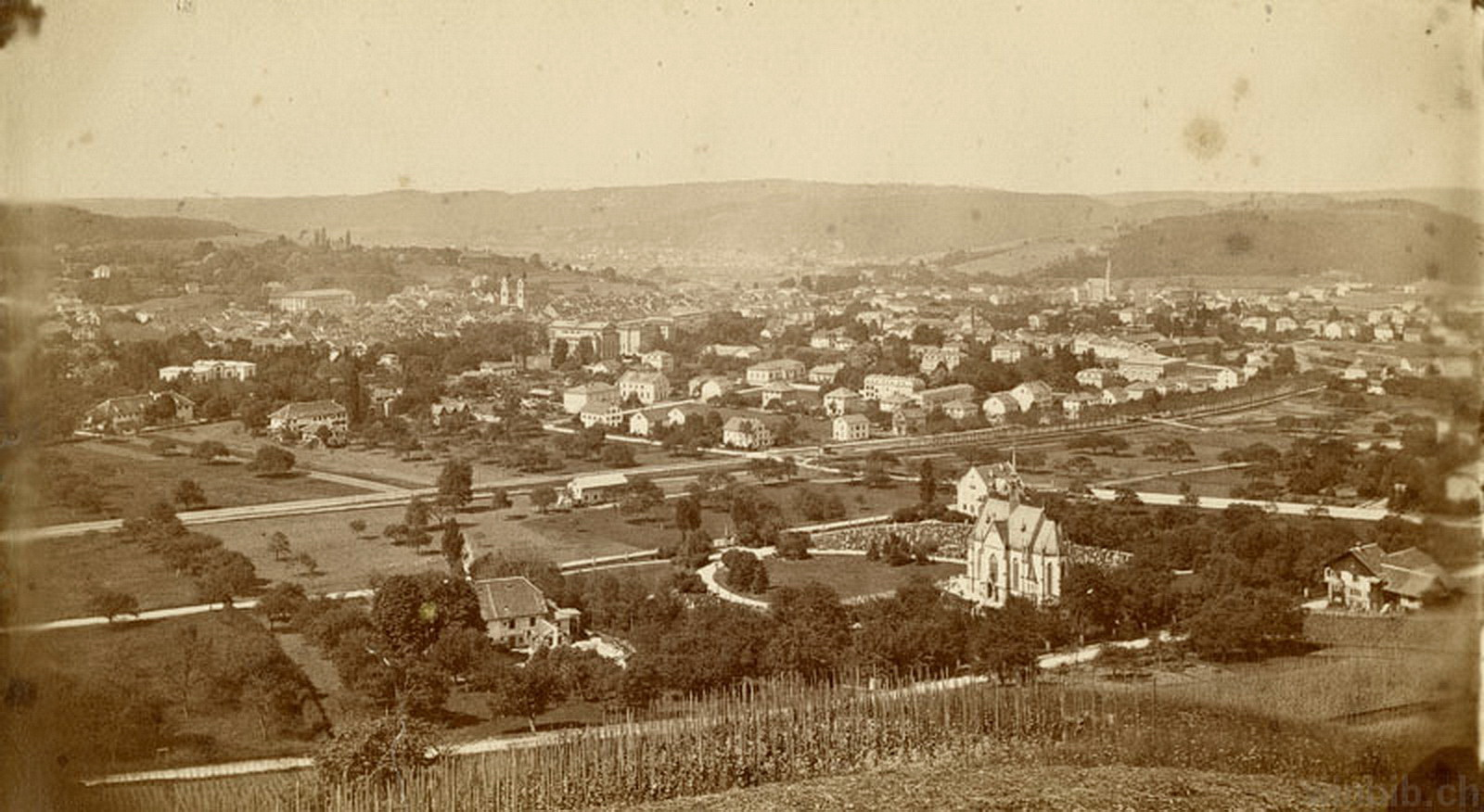
Blick aus den Rebbergen auf das Lind-Quartier, 1879; im Vordergrund die Kapelle des Friedhofs im Lee

Der Lindberg wird 1180 erstmals in einer Urkunde als «Limperg» erwähnt. 1441 wird er als «lintperg», 1562 als «Lymberg», 1653 als «Limberg» erwähnt; eine Karte aus dem Jahr 1709 nennt ihn wieder «Limperg». Vermutlich ist der Name etymologisch nicht direkt auf den Lindenbaum (mhd. linde/linte), sondern auf das heutige Quartier «Lind» zurückzuführen, das an seinem Fusse liegt. Dieser Name geht auf den häufigen Flurnamen «Lind» zurück, der ein Lindengehölz bezeichnet. «Lindberg» bedeutet ursprünglich also «Berg am Lindenwald».
Der Lindberg war bereits in der Antike bewohnt. Im spektakulären «Lindbergfund» von 1709 kamen Kultgegenstände aus römischer Zeit ans Licht, die eine Verschmelzung «von keltischen Religionsvorstellungen und römischer Formgebung» aufwiesen. Er gilt als früher Nachweis für eine gallorömische Kultur. An die römische Besiedlung erinnert der Flurname «Römerholz», nach dem die am Waldsaum gelegene Sammlung Oskar Reinhart «Am Römerholz» benannt ist.
Im Mittelalter lagen Gerichtsbarkeit und Jagdrecht zunächst bei den Grafen von Kyburg. Als diese 1264 ausstarben und die Stadt Winterthur an die Habsburger ging, wurde ihr im Rahmen der Verleihung des Stadtrechts vermutlich auch die Nutzung des Lindbergs und seines noch wesentlich kleineren Waldes übertragen.
Gegen Ende des 15. Jahrhunderts bestanden auf dem Lindberg vier Wüstungen aus ehemaligen Lehnshöfen. Um die stetig wachsende Stadt möglichst autonom und reichlich mit dem zentralen Rohstoff Holz versorgen zu können, wurden diese ab 1492 zu einem geschlossenen Waldkomplex aufgeforstet.
Die Süd- und Südosthänge des Lindbergs waren fast durchgehend von Reben bedeckt (siehe Karte am Ende dieses Abschnitts).
Im 19. Jahrhundert begann sich die Stadt Winterthur gegen den Südfuss des Lindbergs auszudehnen. Ab 1841 wurden die Gebäude der Brauerei Haldengut errichtet, ab 1867 der Friedhof im Lee (dort, wo sich heute die Kantonsschule Rychenberg befindet), 1874–1876 das «Einwohnerspital» (heute: Kantonsspital Winterthur), 1906 das «Krankenhaus am Lindberg» (heute: Privatklinik Lindberg), ab 1914 der Friedhof Rosenberg (am Waldrand westlich der Walcheweiher) und 1925–1928 die Kantonsschule Im Lee – direkt gegenüber einem Trottengebäude. Das Schulhaus Lindberg in Oberwinterthur folgte 1933–1935.

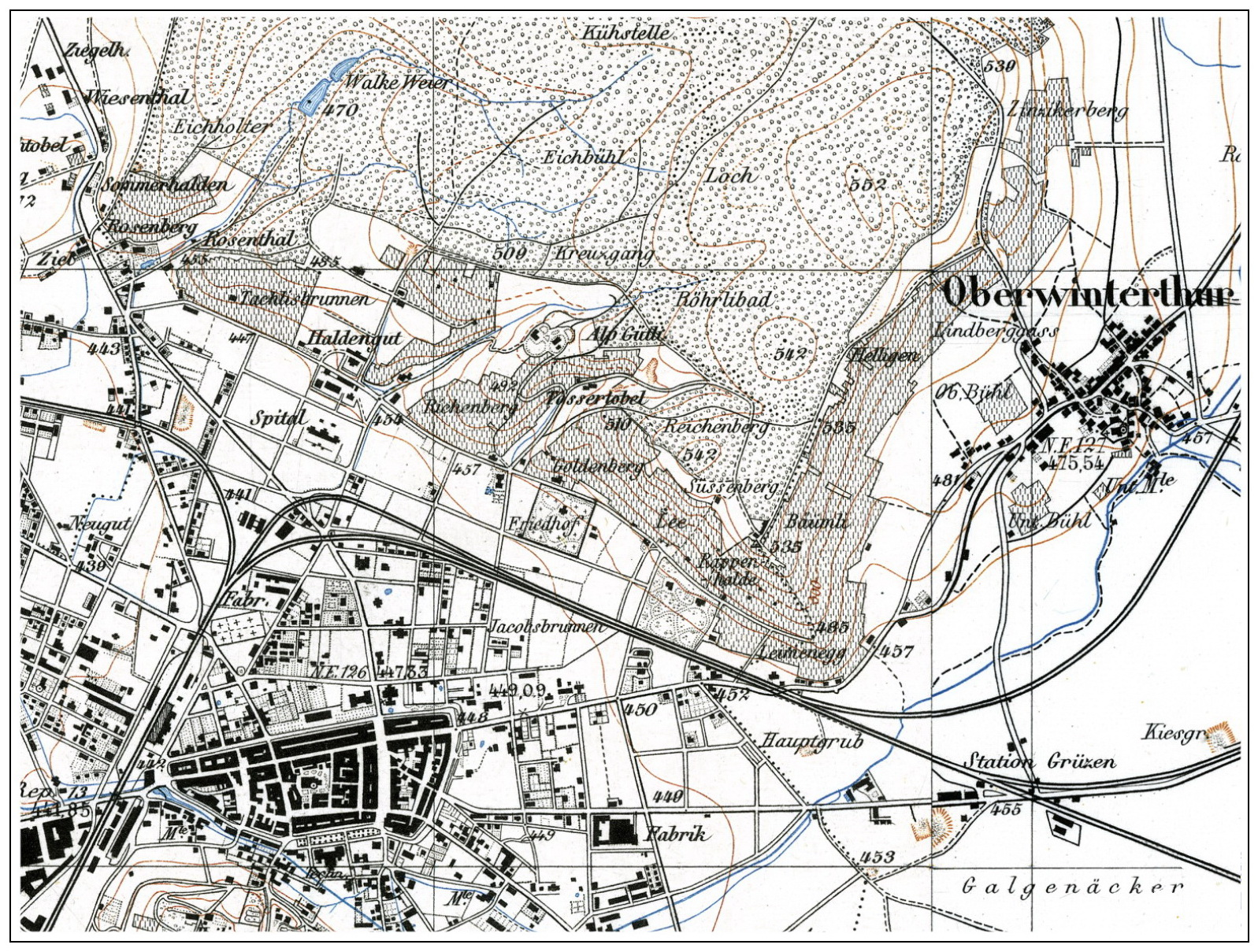
Bis kurz nach 1900 waren die Süd- und Südosthänge des Lindbergs fast durchgehend von Reben bedeckt – ausser dem Gelände der Brauerei Haldengut (Siegfriedkarte, 1879)
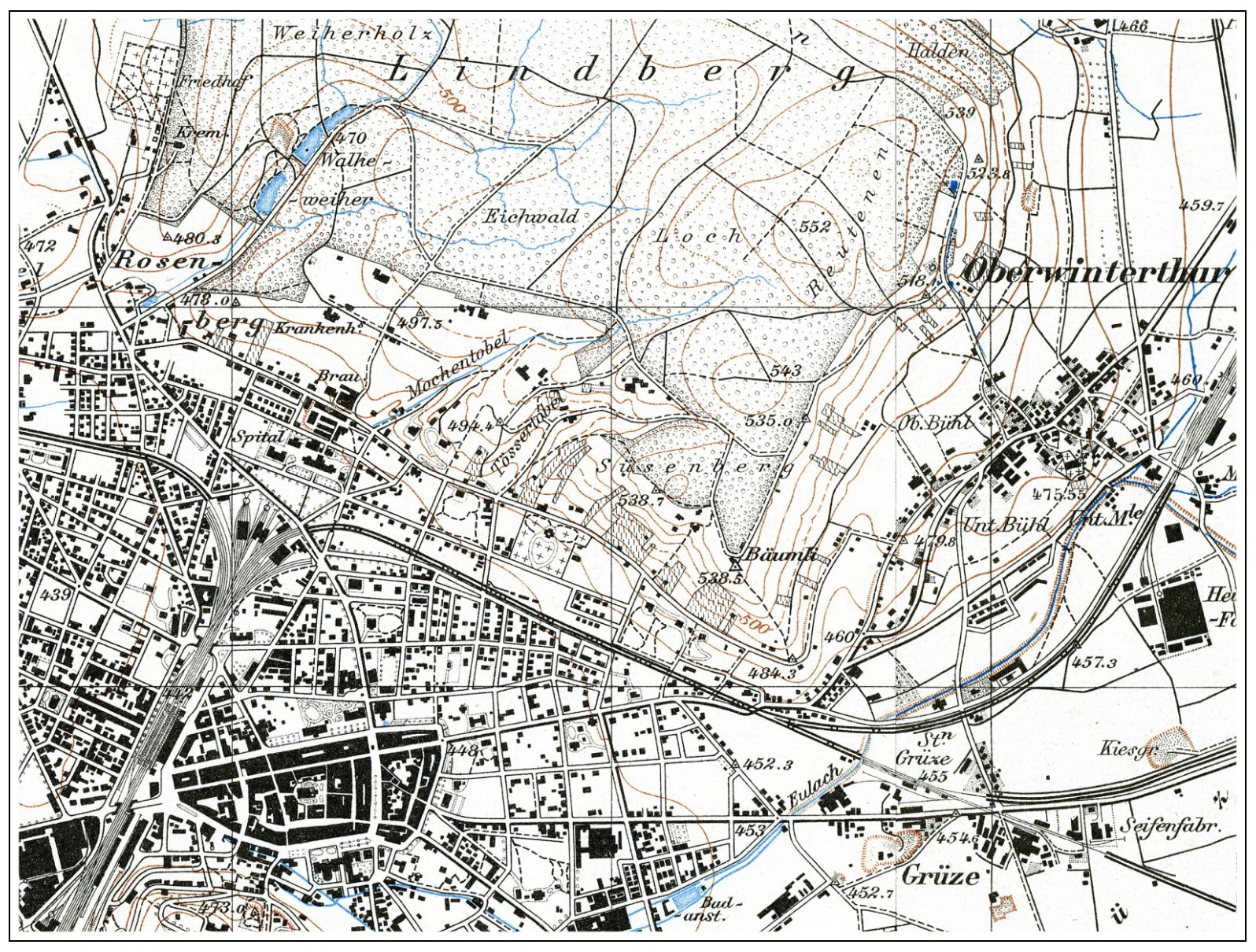
1922 waren nur noch kleine Reste der Rebberge vorhanden. Ab 1914 wurde am Waldrand westlich der Walcheweiher der Friedhof Rosenberg angelegt (oben links).

## Walcheweiher

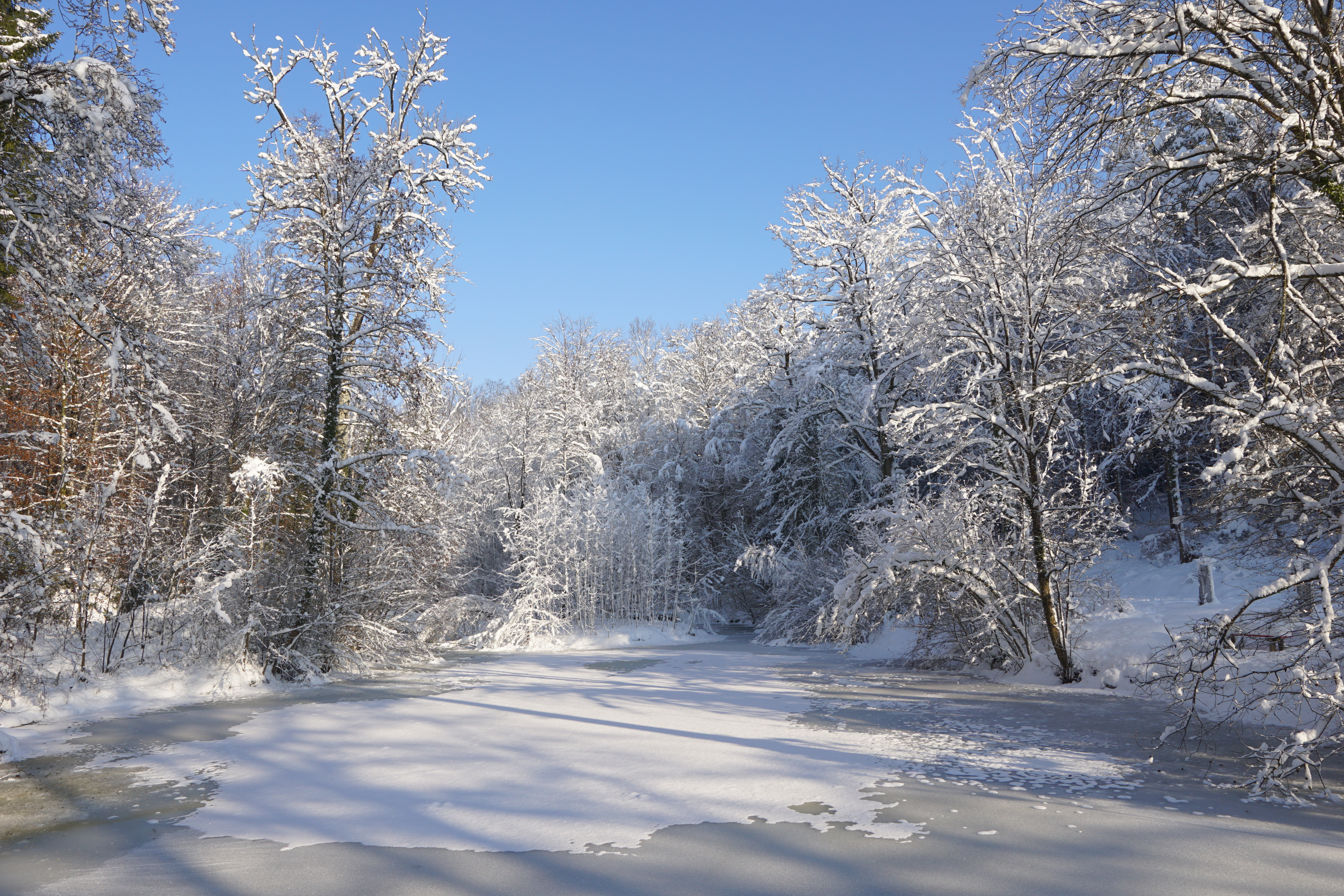
1882–1934 wurden die Walcheweiher zur Eisgewinnung genutzt (oberer Weiher im Dezember 2014)

Im Südwesten des Lindbergwaldes befinden sich drei Weiher. Der mittlere «Walcheweiher» war spätestens seit dem 15. Jahrhundert in städtischem Besitz. Er wurde ab dem 17. Jahrhundert für den Betrieb einer Walkmühle im Haus «Zum Rosental» verwendet. 1813 wurde diese Walke unter Johannes Geilinger in eine mechanische Baumwollspinnerei umgewandelt. Um den gestiegenen Wasserbedarf zu decken, liess Geilinger 1818 auch den oberen Walcheweiher anlegen. Die Spinnerei ging 1827 bereits wieder ein. 1882 erhielt die Brauerei Haldengut von der Stadt das Recht, die Weiher im Winter zur Eisgewinnung zu nutzen. Die Brauerei legte dafür zusätzlich den dritten Walcheweiher an. Nach der Etablierung von Kühlanlagen kündigte sie 1934 den Pachtvertrag.
Nachdem 1999 die Waldeggsee-Initiative, welche die Erstellung eines Sees in Winterthur vorsah, abgelehnt worden war, liess der Stadtrat prüfen, ob die Winterthurer Stadtweiher als Badegewässer freigegeben werden könnten. Seit Juni 2000 ist das Baden in den Walcheweihern und dem Schützen- und Dättnauerweiher auf eigene Gefahr erlaubt.

## Bäumli und Goldenberg

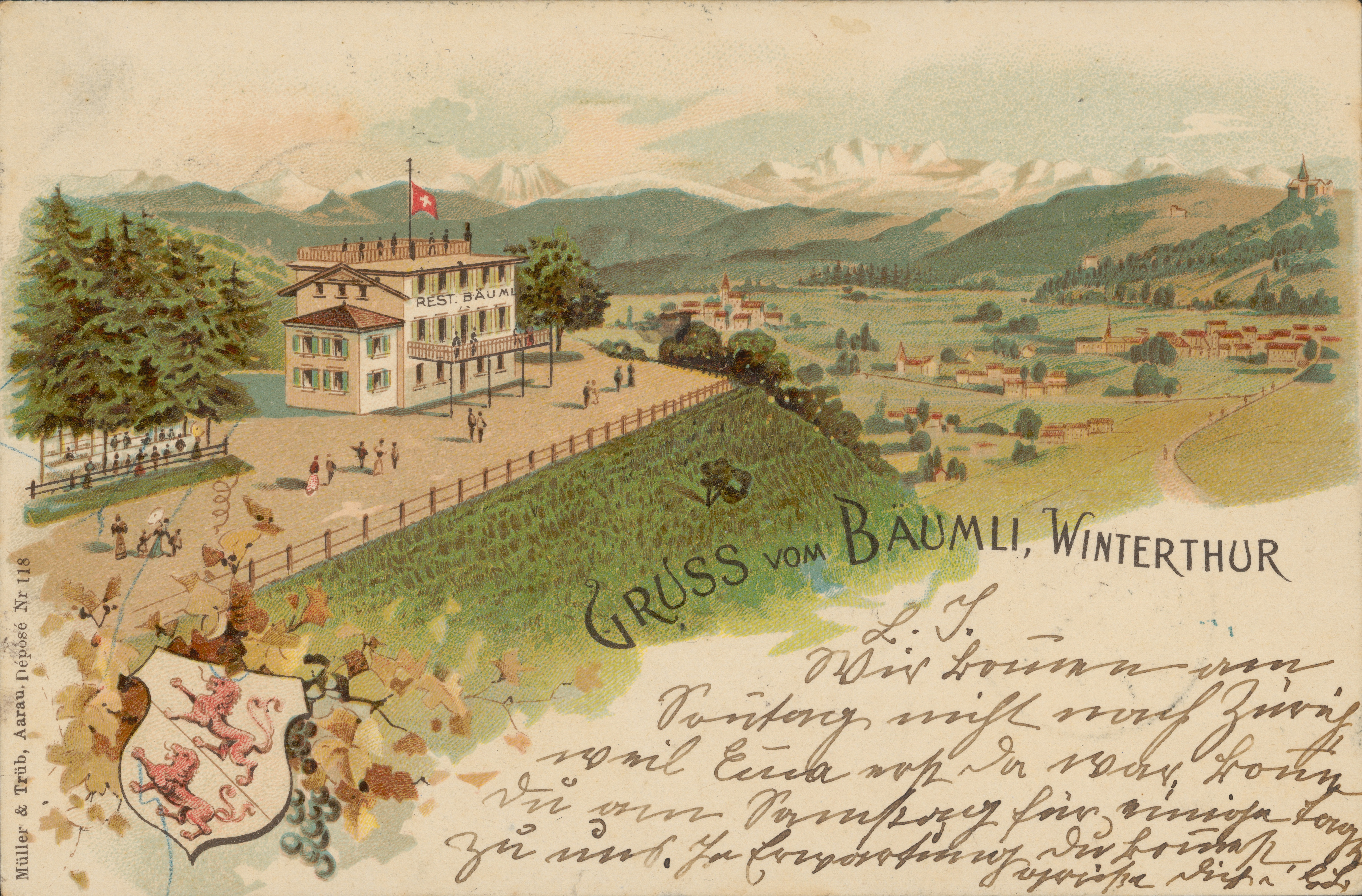
«Gruss vom Bäumli, Winterthur» (1899)

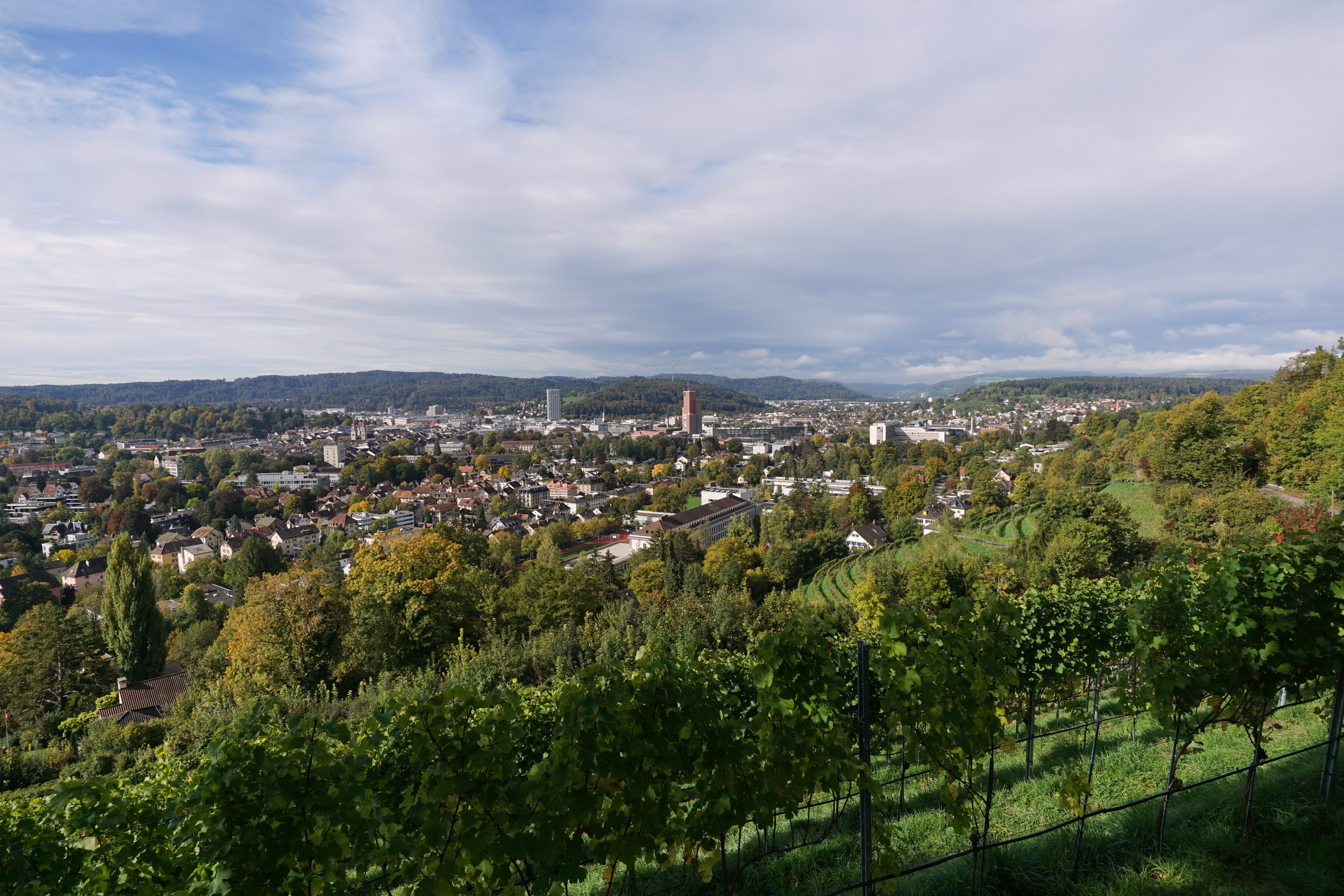
Blick von der Bäumli-Terrasse auf die Stadt Winterthur (September 2024)

Auf dem südlichsten Sporn des Lindbergs, dem Süsenberg (534 m), stand von 1868 bis 1961 das Restaurant Bäumli. Der Flurname ist bereits auf der Dufourkarte von 1850 verzeichnet; er geht auf einen Lindenbaum zurück, der weithin sichtbar war (siehe Fotografie von 1904 im Abschnitt «Geschichte»). Um 1900 wurde das Restaurant nicht nur als «Ausflugspunkt mit prachtvoller Rundsicht» angepriesen, sondern auch als «empfehlenswerter Luftkurort» (siehe Inserat am Ende dieses Abschnitts).
1948 kaufte die Stadt Winterthur das bereits baufällige Haus; man zog einen Ersatzneubau in Erwägung. Stattdessen konnte die Stadt aber zehn Jahre später die 200 m entfernte Villa zum Goldenberg erwerben (erbaut 1928/1929 vom Architekten Lebrecht Völki für Max Jäggli, Miteigentümer der Textilfirma Jäggli in Oberwinterthur). 1960 wurde das Restaurant Goldenberg eröffnet; im Jahr darauf wurde das «Bäumli»-Haus abgebrochen und an seiner Stelle ein kleiner Park angelegt. Heute ist die Bäumli-Terrasse ein gut frequentierter Aussichtspunkt.

### Rebberg
Mit der Villa zum Goldenberg erwarb die Stadt Winterthur 1958 auch den zugehörigen Rebberg, doch erst 1982 wurden am Hang unterhalb des Restaurants Goldenberg und der Bäumli-Terrasse wieder Reben gepflanzt. In der 3,5 Hektaren grossen Terrassenanlage gedeihen die Traubensorten Pinot Noir, Riesling-Silvaner, Sauvignon Blanc und Muscaris. Seit 2024 existiert zudem ein Reblehrpfad: Ein interaktiver Rundgang vermittelt vielfältige Informationen über den Weinbau.

### Name «Goldenberg»
Die Siegfriedkarte von 1879 weist den Namen Goldenberg lediglich einem Teil des Rebbergs zu, während sie für das Gebiet um den höchsten Punkt des Hügels die Bezeichnungen Süssenberg (im Süden) und Reichenberg (im Norden) aufführt. Auf Karten aus den Jahren 1922 bis 1984 ist der Name «Goldenberg» gar nicht verzeichnet; erst 1990 taucht er wieder auf: Seither ordnet ihn Swisstopo dem Hügel zu.
Der wohlklingende Name Goldenberg (im Sinne von «schöner Berg») wurde im Kanton Zürich mehrfach für Rebberge an bevorzugter Lage verwendet. Mit den Herren des Schlosses Goldenberg in der Gemeinde Dorf, die ihren Sitz später auf die Mörsburg bei Oberwinterthur verlegten, hat der Name des Winterthurer Rebbergs also vermutlich nichts zu tun.

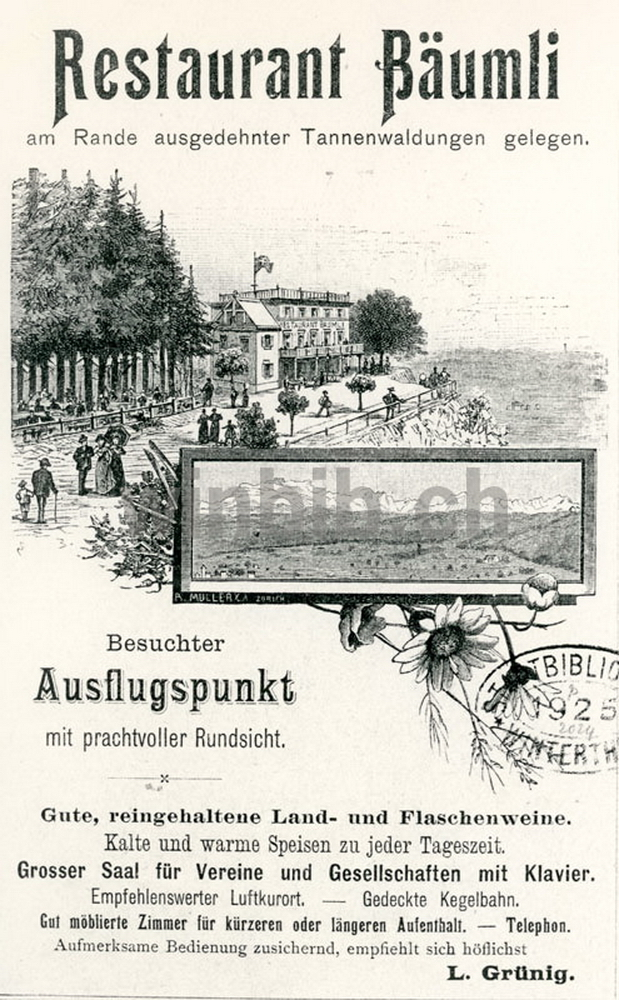
Werbung für das Restaurant Bäumli (um 1900)